# Красноярское сельское поселение (Кемеровская область)
Красноярское се́льское поселе́ние — упразднённое муниципальное образование в Ижморском районе Кемеровской области Российской Федерации.
Административный центр — село Красный Яр.

## История
Статус и границы сельского поселения установлены Законом Кемеровской области от 17 декабря 2004 года № 104-ОЗ «О статусе и границах муниципальных образований»

## Население
| 2010  | 2011  | 2012  | 2013  | 2014  | 2015  | 2016  |
| ----- | ----- | ----- | ----- | ----- | ----- | ----- |
| 1356  | ↘1353 | ↘1317 | ↘1291 | ↘1260 | ↘1239 | ↘1213 |
| 2017  | 2018  | 2019  |       |       |       |       |
| ↘1204 | ↘1165 | ↘1125 |       |       |       |       |

## Состав сельского поселения
| №  | Населённый пункт   | Тип населённого пункта       | Население |
| -- | ------------------ | ---------------------------- | --------- |
| 1  | Большая Златогорка | деревня                      | 22        |
| 2  | Большекитатский    | посёлок                      | 6         |
| 3  | Вяземка            | деревня                      | 15        |
| 4  | Глухаринка         | посёлок                      | 0         |
| 5  | Иверка             | село                         | 181       |
| 6  | Красная Тайга      | деревня                      | 138       |
| 7  | Красный Яр         | село, административный центр | 697       |
| 8  | Малая Златогорка   | посёлок                      | 6         |
| 9  | Новый Свет         | посёлок                      | 283       |
| 10 | Тихеевка           | деревня                      | 8         |